# Štrukljevski potok
Štrukljevski potok je povirni pritok potoka Gradiščica, ki se izliva v Cerkniščico, ta pa nato v Cerkniško jezero.